# Lasiodora
Lasiodora är ett släkte av spindlar. Lasiodora ingår i familjen fågelspindlar.

## Dottertaxa tillLasiodora, i alfabetisk ordning[1]
- Lasiodora acanthognatha
- Lasiodora benedeni
- Lasiodora boliviana
- Lasiodora brevibulba
- Lasiodora carinata
- Lasiodora citharacantha
- Lasiodora cristata
- Lasiodora cryptostigma
- Lasiodora curtior
- Lasiodora differens
- Lasiodora difficilis
- Lasiodora dolichosterna
- Lasiodora dulcicola
- Lasiodora erythrocythara
- Lasiodora fallax
- Lasiodora fracta
- Lasiodora gutzkei
- Lasiodora icecu
- Lasiodora isabellina
- Lasiodora itabunae
- Lasiodora klugi
- Lasiodora lakoi
- Lasiodora mariannae
- Lasiodora moreni
- Lasiodora panamana
- Lasiodora pantherina
- Lasiodora parahybana
- Lasiodora parvior
- Lasiodora pleoplectra
- Lasiodora puriscal
- Lasiodora rubitarsa
- Lasiodora saeva
- Lasiodora spinipes
- Lasiodora sternalis
- Lasiodora striatipes
- Lasiodora subcanens
- Lasiodora tetrica
- Lasiodora trinitatis